# مرلين سيفي قصير المنقار
مرلين سيفي قصير المنقار (الاسم العلمي: Tetrapturus angustirostris) (بالإنجليزية: Shortbill spearfish)‏ هو نوع من الأسماك يتبع جنس المرلين السيفي من فصيلة الأسماك المرلينية.